# Solenopsis loretana
Solenopsis loretana är en myrart som beskrevs av Santschi 1936. Solenopsis loretana ingår i släktet eldmyror, och familjen myror. Inga underarter finns listade i Catalogue of Life.

## Bildgalleri

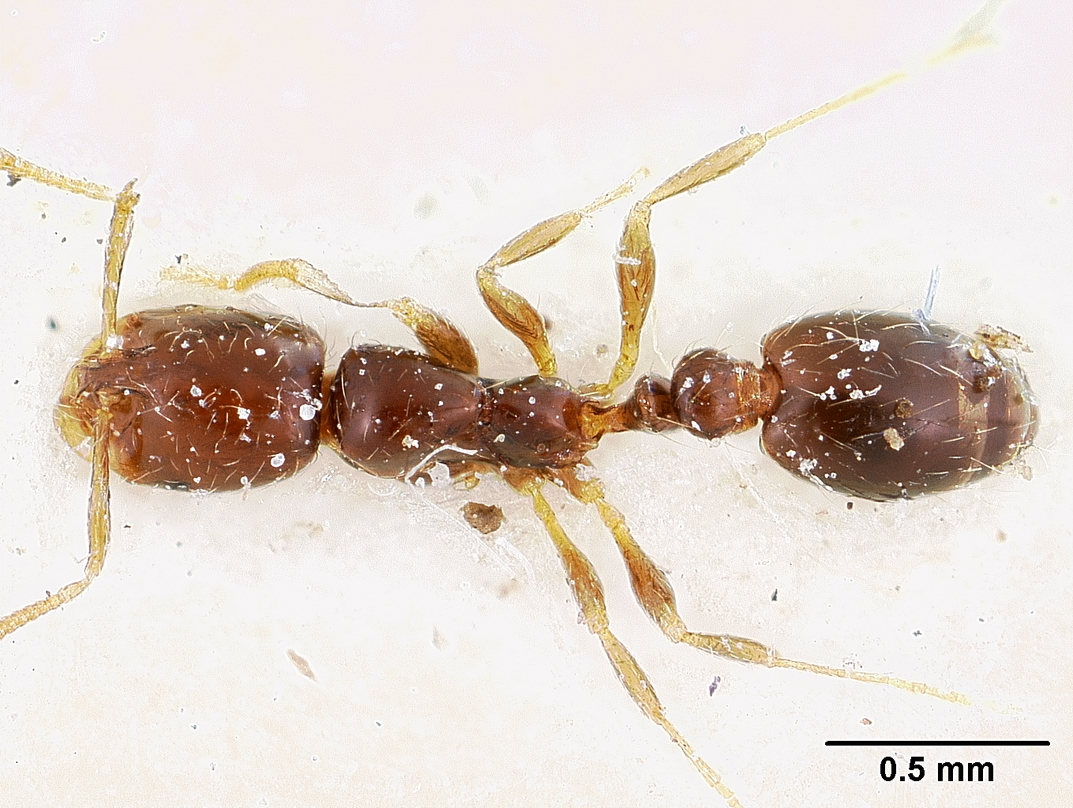
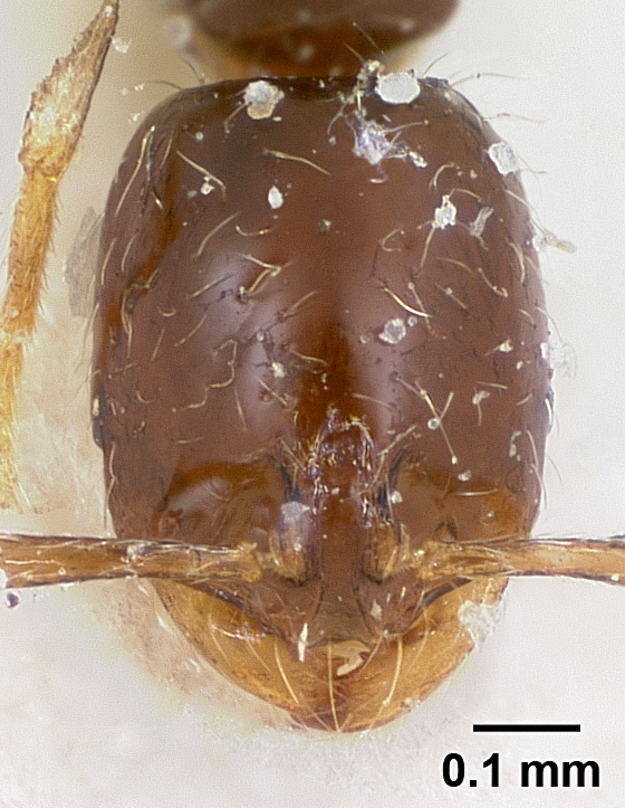
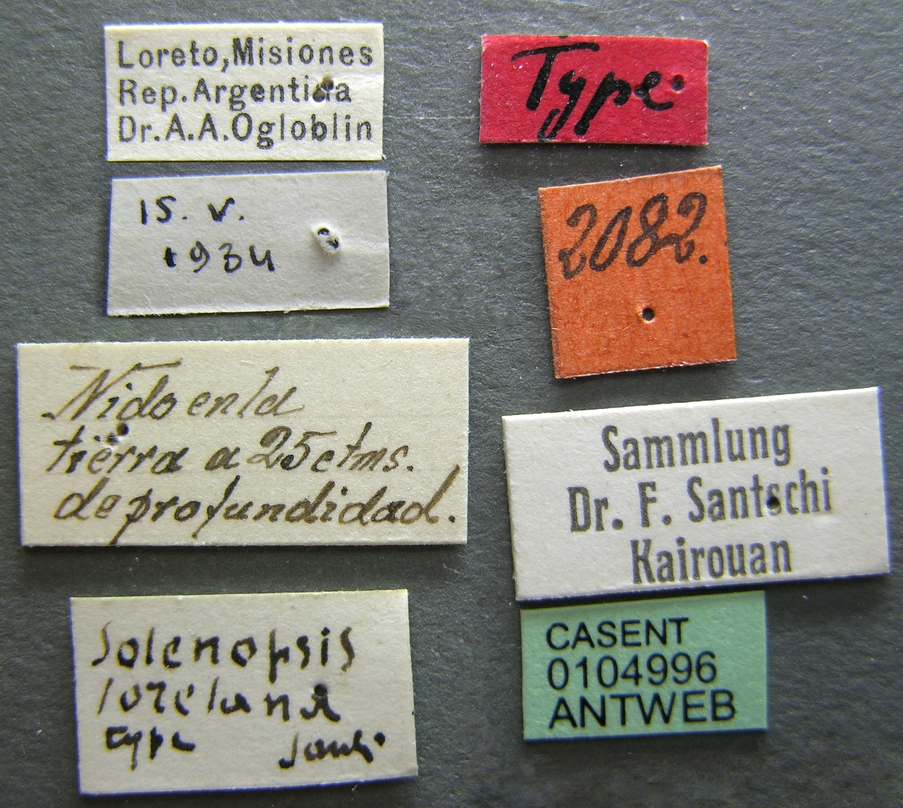
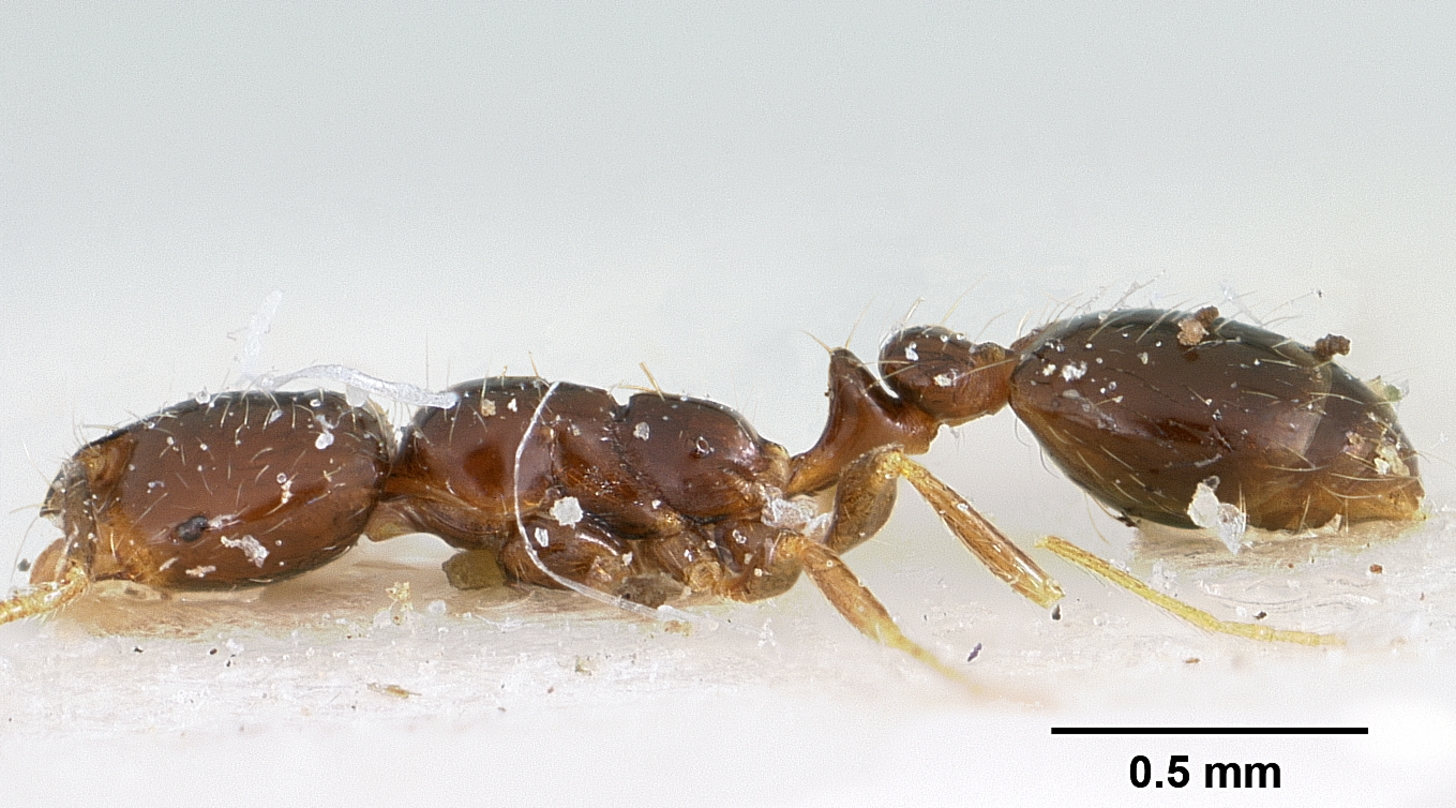
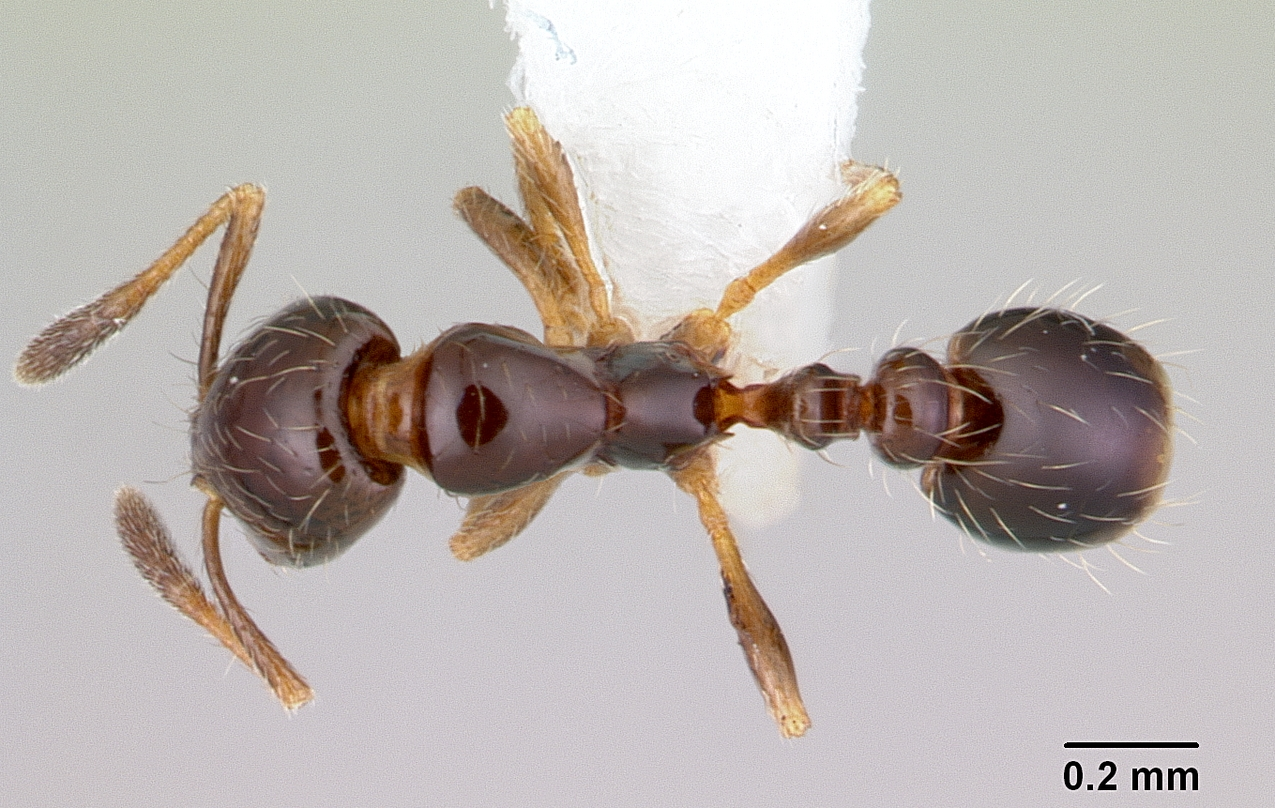
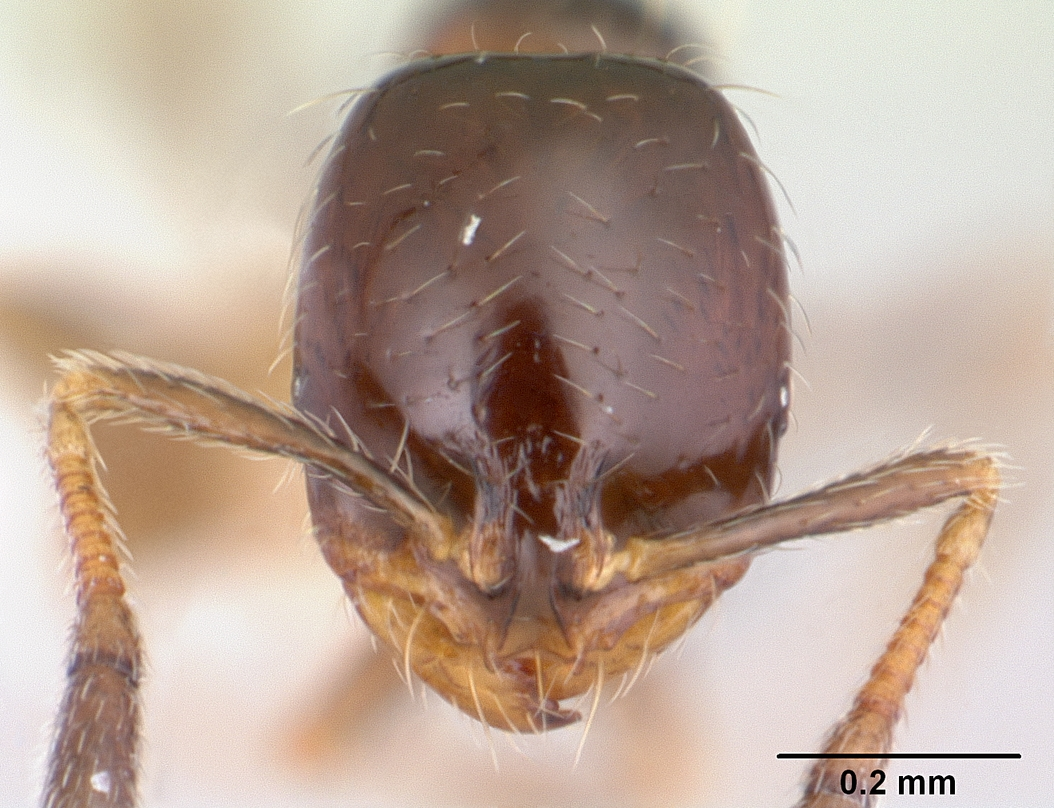